# Tinín
José Manuel Inchausti Díaz, plus connu sous le nom de Tinín, né le 28 octobre 1946 à Madrid et mort le 1er novembre 2020 à Valence, est un matador espagnol.

## Présentation et carrière
Il revêt son premier habit de lumières le 31 mars 1963 à Logroño. Sa première novillada piquée a lieu le 18 juillet 1964.
Il triomphe à Séville le 8 mai 1966 comme novillero avec au cartel les frères Rivera (Riverita et Paquiri). Il coupe trois oreilles mais on lui refuse la sortie par la grande porte, ce qu'il ne peut admettre. Il sort seul à pied aussitôt porté en triomphe par les spectateurs jusqu'à son hôtel.
Il participe à 80 novilladas piquées avant de prendre  son alternative à Madrid, avec pour parrain Paco Camino, et pour témoin El Viti devant le taureau Perruno de la ganadería de Alipio Pérez.
En dépit de ses qualités et de succès importants, entre autres quatre puertas grandes à Las Ventas, porte grande à Nîmes, Tinín n'arrive pas à faire la carrière qu'il espérait. Il se retire du ruedo au début des années 1970 pour ouvrir un restaurant à San Sebastián de los Reyes, puis il se lance dans le show business en qualité d'agent artistique pour un seul chanteur, Juan Manuel Serat.
Il revient dans l'arène le 5 mai 1974 pour une vingtaine de corridas, mais les contrats se font trop rares ensuite, et le matador se retire définitivement à la fin de la saison 1977 après avoir coupé une dernière oreille à Madrid (17 oreilles au total pour 28 tardes). Il arrête là sa carrière pour devenir empresa pour des matadors ou des novilleros puis homme de confiance dans la casa Matilla. Il s'installe quelques années à Mexico puis revient en Espagne.
Il avait repris l'apodo de son frère Faustino, novillero prometteur au début des années 1960, qui avait dû arrêter de toréer à la suite de l'amputation d'un pied (conséquence d'une blessure avec une épée).
Il meurt le 1er novembre 2020, à l'âge de 74 ans.